# Shire of Lake Grace
Shire of Lake Grace is een lokaal bestuursgebied (LGA) in de regio Wheatbelt in West-Australië.

## Geschiedenis
Lake Grace Road District werd op 22 december 1922 opgericht. Naar aanleiding van de Local Government Act van 1960 veranderde de naam op 23 juli 1961 in Shire of Lake Grace.

## Beschrijving
Shire of Lake Grace is een landbouwdistrict in de regio Wheatbelt in West-Australië. Het is 11.890 km² groot en ligt ongeveer 350 kilometer ten zuidoosten van Perth. Shire of Lake Grace telde 1.265 inwoners in 2021. De hoofdplaats is Lake Grace.

## Plaatsen, dorpen en lokaliteiten
- Lake Grace
- Beenong
- Buniche
- Lake Biddy
- Lake Camm
- Lake King
- Newdegate
- Varley